# Adam Palma
Adam Palma – polski gitarzysta sesyjny mieszkający na stałe w Manchester w Wielkiej Brytanii, gdzie jest wykładowcą  gry na gitarze na The University of Salford.

## Życiorys
Adam Palma jest łodzianinem i absolwentem włocławskiego III Liceum Ogólnokształcącego im. Marii Konopnickiej.
Ukończył studia na Wydziale Jazzu i Muzyki Rozrywkowej Akademii Muzycznej w Katowicach, a w 2017 roku otrzymał tytuł doktora nauk muzycznych na Akademii Muzycznej w Gdańsku. Gra głównie na gitarze akustycznej poruszając się swobodnie między stylami fingerstyle, rock, country, blues, jazz, gypsy jazz i inne.
Adam to jeden z nielicznych lub może nawet jedyny gitarzysta na świecie, który został zaproszony na scenę do wspólnych występów przez trzy największe żyjące legendy gitary akustycznej: Al Di Meolę, Tommy Emmanuel i Biréli Lagrène.
Współpracował z muzykami takimi jak: Ewa Bem, Edyta Górniak, Ewelina Flinta, Kuba Badach, Tommy Emmanuel, Joscho Stephan, Martin Taylor, Snake Davis, Jack Pearson (The Allman Brothers), Chris de Burgh and Hamish Stuart (The Average White Band, Paul McCartney), Robbie McIntosh (John Mayer, Paul McCartney). Otwierał koncerty dla takich gitarzystów, jak Al Di Meola, Albert Lee, Jerry Donahue, Bill Wyman (The Rolling Stones). Kilkakrotnie zapraszany przez Tommy Emmanuel do wspólnych koncertów w USA, UK i Polsce.
Brał udział w programach telewizyjnych i radiowych oraz w największych polskich produkcjach musicalowych takich jak „Grease", „Koty" czy „Taniec Wampirów". Uczestniczył w The Bestival, Ullapool Guitar Festival, International Guitar Festival in Wirral i spotkaniach najznakomitszych gitarzystów akustycznych na świecie Konwencjach CAAS w Nashville w 2009, 2010, 2011 i 2012 roku. Uczestniczył w T.Burton Fingerstyle Festival w roku 2009 i 2010. W roku 2012 uczestniczył w The First UK CandyRat Tour z Antoine Dufour, Ewan Dobson i Jimmy Wahlsteen.
Prowadził Frikolekcje Szkoły T.Burton na Przystanku Woodstock w roku 2011 i 2012 oraz wykłady na warsztatach muzycznych w Polsce, UK i USA. Prowadzi darmowe lekcje gitary na swoim kanale na YouTube.
Zdobywca tytułu „Najlepszy Polski Gitarzysta Akustyczny” według Guitar Awards w Warszawie w 2014 r. Jest jedynym gitarzystą fingerstyle który wystąpił przed 700 000 widownią (Przystanek Woodstock 2011). Album Adama Palmy „Good Morning” otrzymał 4 na 5 gwiazdek (ocena excellent) w recenzji magazynu „Guitar Techniques”, wyd. styczeń 2011. Album "2012" został wydany przez największą niemiecką wytwórnię płytową specjalizującą się w wydawnictwach muzyki akustycznej Acoustic Music Label oraz nazwany przez magazyn Akustik Gitarre - "jedną z najjaśniejszych gwiazd na firmamencie fingerstyle".

W 2017 roku nakładem Polskiego Radia ukazała się trzecia solowa płyta artysty "Palm-istry" która zebrała znakomite recenzje w magazynach gitarowych na całym świecie.

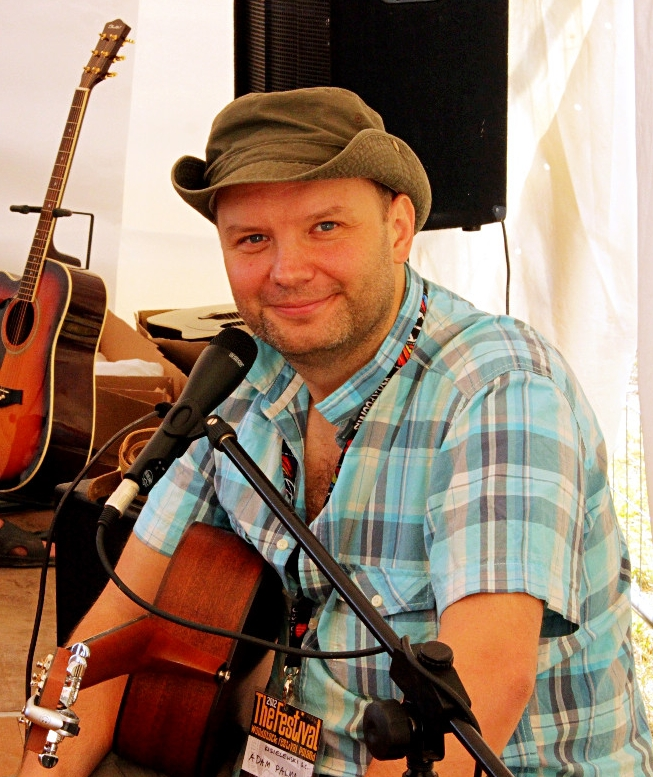
Adam Palma na Frikolekcjach T.Burton Przystanku Woodstock 2012

Najnowsza płyta artysty "Adam Palma Meets Chopin" (2019) to pierwsze na świecie nagranie muzyki Fryderyka Chopina na gitarze akustycznej. Na płycie gościnnie wystąpił Leszek Możdżer.

## Dyskografia
- 2010: „Good Morning”
- 2012: „2012”
- 2017: „Palm-istry”
- 2019: „Adam Palma Meets Chopin”
- 2022: "Second life"

## DVD
- 2014: “Akustyczne Blusowe Przygody z Adamem Palmą”